# MythBusters
Pour les articles homonymes, voir Stupéfiant (homonymie).
MythBusters (Les Stupéfiants au Québec) est un programme télévisé de divertissement américano-australien, de la chaîne Discovery Channel, diffusé entre janvier 2003 et mars 2016, animé par les spécialistes d'effets spéciaux Adam Savage et Jamie Hyneman, rejoints plus tard par Kari Byron, Tory Belleci et Grant Imahara. Jamie et Adam ont formé cette « équipe junior » pour tester des mythes secondaires. Dans chaque épisode les deux équipes mettent à l'épreuve les idées reçues issues du cinéma ou de la vie quotidienne.
Le 22 août 2014 est annoncé que Kari, Tory et Grant quittaient l'émission. En octobre 2015, est annoncé que la saison 2016, la quatorzième, sera la dernière .

## Débuts
Le concept a été présenté à la chaîne américaine Discovery Channel sous le nom de Tell Tales or Truth par Peter Rees, un producteur de Beyond Television Productions, en 2002. Discovery a alors commandé trois émissions pilotes. Hyneman est alors recruté pour MythBusters par Rees, qui l'avait déjà interviewé lors de son apparition dans le programme BattleBots. Adam Savage (responsable de l'aspect électronique du robot de Hyneman), avait déjà travaillé avec Hyneman pour certains effets spéciaux pour des publicités et sur BattleBots, et a été contacté par ce dernier pour coanimer l'émission et y apporter son charisme. Selon Savage, Jamie Hyneman avait peur d'être trop monotone pour animer le programme seul. En juillet 2006, la chaîne britannique BBC2 commença à diffuser une version courte, de 30 minutes (au lieu des 50 minutes habituelles) de MythBusters. Les épisodes diffusés sur Discovery Channel Europe comprennent souvent des scènes non présentes dans la version américaine.

## Concept
Chaque épisode de MythBusters se concentre sur deux ou, plus rarement, trois « mythes » : des légendes urbaines, des croyances populaires ou des rumeurs Internet. Pour chacun, une présentation est faite pour expliquer en quoi consiste le mythe en question et pour en donner le contexte. Les deux présentateurs racontent, sous la forme d'un dialogue, comment ils pourront tester le mythe, et il est décidé de quel type d'expériences ils devront mettre en place. Les Mythbusters privilégient surtout les mythes les plus spectaculaires, tout en les testant de manières qui se veulent plus ou moins scientifiques.
Parmi les nombreuses légendes urbaines testées peuvent être notamment citées : 
- La voix humaine non amplifiée peut-elle briser du verre ?
- Plonger dans l'eau protège-t-il des balles ?
- Le cri d'un canard produit-il un écho ?
- Une pièce de monnaie jetée d'un gratte-ciel peut-elle tuer un passant ?
- Peut-on escalader un immeuble avec des ventouses ?
- Un ventilateur de plafond peut-il décapiter une personne ?
- Une tartine beurrée heurte-t-elle le sol souvent du côté beurré ?
- Peut-on renflouer un bateau avec des balles de ping pong ?
- Les armes fonctionnent-elles sous l'eau ?
- Peut-on abattre un arbre avec un pistolet-mitrailleur ?
- Peut-on voler accroché à des ballons ?
- Les éléphants ont-ils vraiment peur des souris ?
- Peut-on prendre de la cannelle sans boire ?
- Les oiseaux peuvent-ils alléger un camion ?
- Un bateau peut-il se séparer en deux quand il frappe une balise à 40 km/h ?
- Peut-on dissoudre un corps à l'acide comme dans Breaking Bad ?

La version diffusée par Discovery Europe ne reprend pas les mythes trop centrés sur les États-Unis (tels les mythes sur le football américain, etc) et la narration dans la version originale britannique est moins américanisée[pas clair], évitant ainsi les techniques utilisées pour capter l'intérêt du public américain.
Le but de chaque épisode est de tester les mythes pour les confirmer ou les infirmer. Lorsqu'un mythe se voue à l'échec, généralement en rapport avec une explosion, l'équipe emploie alors les gros moyens pour arriver à ses fins et demande aux experts en explosifs d'y mettre le paquet. L'exemple par excellence de ce déchaînement se produit lorsque le duo teste le mythe qu'une bétonneuse, dans laquelle tout le béton a durci, peut être nettoyée en utilisant des explosifs. Après avoir essuyé plusieurs échecs avec des charges explosives raisonnables, le mythe est infirmé, laissant libre cours à la « méthode MythBusters » : un énorme paquet d'explosifs est coulé dans le béton. Après l'explosion, il n'est plus resté un seul morceau du camion. Cette scène est rediffusée maintes fois pour illustrer les antécédents de l'émission. Le souffle de l'explosion a provoqué des dégâts dans une ville voisine et suscité la colère des résidents. Adam Savage décrit l'émission comme « Jackass rencontrant M. Wizard ».
L'équipe de MythBusters se refuse à tester les phénomènes paranormaux, extraterrestres ou fantômes, car ils ne peuvent être testés que par des méthodes pseudo-scientifiques ; elle ne mène pas non plus des expériences qui pourraient être dangereuses pour des animaux. Adam Savage et Jamie Hyneman ont ainsi refusé de vérifier si un caniche mouillé pouvait être séché dans un four à micro-ondes.
Adam Savage et Jamie Hyneman emploient leurs compétences en ingénierie et en construction pour réaliser des appareillages complexes dans le but d'effectuer leurs expériences, comme une « ligne de montage de tartines » pour vérifier si une tartine beurrée tombe réellement plus souvent du côté beurré. Ils conçoivent, réalisent et utilisent leurs machines d'effets spéciaux « M5 Industries » de Jamie Hyneman, bien qu'ils les emploient à San Francisco ou ailleurs encore si la taille ou le risque de l'expérience l'exigent, comme les bases militaires désaffectées d'Alameda ou de Novato, la base spatiale de Mojave ou le désert de Mojave, où les MythBusters testent les mythes en rapport avec des fusées.
Généralement, un mythe est testé en deux étapes. L'équipe va d'abord tenter de recréer le mythe pour déterminer si les circonstances prétendues apportent les conséquences supposées. Si elle réussit à reproduire les mêmes causes pour les mêmes effets le mythe sera alors confirmé, mais si elle échoue le mythe est donc infirmé. Mais l'équipe n'en reste pas là. Les paramètres sont modifiés autant de fois que nécessaire, jusqu'à ce qu'elle obtienne le résultat escompté. Cette étape est présentée dans l'émission comme la « méthode MythBusters ». Par exemple, un mythe indiquait qu'un jour un homme avait pénétré dans un tuyau d'égout et en allumant son briquet, il aurait enflammé les vapeurs d'essence s'y trouvant et aurait été éjecté à 200 pieds (60 mètres). Après avoir tenté de reproduire le mythe en augmentant généreusement les quantités d'essence, ce qui n'a eu aucun effet, ils ont décidé après cet échec de boucher le tuyau d'un côté, de créer un sabot autour de Buster (nom donné à leur mannequin de crash-test) et d'utiliser de la poudre à canon. Le résultat fut alors l'éjection du mannequin à plus de 30 mètres.
Un point fort de l'émission est que lorsque les détails d'un mythe sont imprécis, les MythBusters se partagent alors en groupes pour concevoir la meilleure technique. Lors de l'épisode où ils cherchaient à tester le mythe selon lequel une carte à jouer lancée suffisamment vite pouvait tuer, Adam Savage a conçu un mécanisme à élastique reproduisant un geste humain alors que Jamie Hyneman a eu l'ingénieuse idée d'utiliser deux roues superposées tournant à pleine vitesse entre lesquelles il fait passer la carte.

### Bidon, Plausible ou Confirmé
À la fin de chaque épisode, les MythBusters concluent que chaque mythe est « bidon », « confirmé » ou « plausible ». Les MythBusters affirment qu'un mythe est « Confirmé » s'ils sont capables de recréer le résultat à partir des circonstances connues. Ils vérifient souvent un mythe à partir des circonstances réelles.
La conclusion « plausible » apparue lors de la deuxième saison intervient si l'équipe n'atteint le résultat qu'en exagérant moyennement les paramètres ou en y intégrant de nouveaux non présents dans le mythe original.
La conclusion « bidon » intervient si l'équipe ne parvient pas à reproduire le résultat du mythe ou si elle y arrive en exagérant beaucoup les paramètres du mythe original.

### Buster
Le personnage Buster intervient également, très souvent, lors de l'émission pour remplacer un être humain lorsque le mythe porte sur les limites du corps humain et pour lequel il est inenvisageable de risquer la santé d'un homme. Buster est un dispositif anthropomorphe d'essai, que l'équipe maltraite, autant de fois qu'il est nécessaire, en le larguant d'un hélicoptère, le faisant exploser de nombreuses fois... Lorsqu'il s'agit de tests portant sur les armes à feu ou sur de l'électricité à haute tension, du gel balistique est employé pour sa consistance proche de celle des tissus humains, permettant ainsi de simuler de véritables blessures. Dans les occasions où le mythe ne s'avère pas trop dangereux, l'équipe peut terminer l'expérience en la testant sur elle-même, mais tout en employant les protections nécessaires dans le cas où quelque chose se passerait mal,.
Le mannequin est constamment réparé et reconstruit tout au long de la série, à tel point qu'un épisode entier a été consacré à sa réparation et à son amélioration en « Buster 2.0. »
En 2007, Buster dispose d'articulations améliorées, avec un rayon d'action plus réaliste, et possède des « os » en peuplier facilement remplaçables, conçus pour casser au même endroit qu'un os humain. Il est équipé d'une nouvelle chair artificielle en silicone "Dragon skin", à l'exception de son visage, ses mains et ses pieds. Les MythBusters ont peu à peu adapté Buster à de nouvelles fonctionnalités et il est équipé d'un accéléromètre intégré, qui permet de déterminer si un choc, une chute ou une détonation lui est fatale.

## Distribution
Jamie Hyneman et Adam Savage sont assistés par d'autres personnes, le plus souvent des employés de M5 Industries, connues collectivement sous le nom de l'« équipe de construction ». Cette équipe apparaît à l'écran depuis la deuxième saison et a un rôle équivalent à celui des MythBusters à partir de la troisième saison. Les membres de l'équipe ont compté les anciens de M5 Industries Tory Belleci et Kari Byron, la métallurgiste et soudeuse Scottie Chapman, l'électronicien Grant Imahara et la vainqueure du concours Discovery Channel, Christine Chamberlain (souvent appelée « Mythern », un jeu de mots avec « interne »). Grant Imahara s'est joint aux MythBusters après avoir travaillé chez ILM entre autres sur les effets spéciaux des films Matrix, Terminator 3, la deuxième trilogie Star Wars, et avoir participé à des concours de robots de combat. Il fut également chef de l'équipe Industrial Light Magic dans une émission spéciale cinéma des Guerriers de la récup, autre série diffusée par Discovery Channel. Les MythBusters consultent souvent des experts, comme la folkloriste Heather Joseph-Witham, qui explique l'origine de certaines légendes urbaines étudiées dans la première saison, l'ex-agent du FBI Frank Doyle, spécialiste en explosifs ou le lieutenant de police Alan Normandy, spécialiste en armes à feu. Lors de son congé parental en 2009, Kari Byron est remplacée par Jessie Combs durant sept épisodes .
Une bonne part de l'intérêt de l'émission provient de l'interaction entre Jamie Hyneman et Adam Savage où l'un joue l'homme sérieux et l'autre, le comique. La deuxième équipe, constituée de Kari Byron, Grant Imahara et de Tory Belleci, fonctionne autour de traits de caractères implicites : Grant Imahara, le plus sérieux, est geek de science et robotique alors que Tory Belleci a le rôle du casse-cou à l'humour ironique et Kari Byron apporte le côté décalé et la seule touche féminine de l'émission après le départ de Scottie Chapman.
Le 22 août 2014 est annoncé que Kari, Tory et Grant quittaient MythBusters, afin de repartir sur le concept de départ dans lequel seuls Adam et Jamie co-animent l'émission.
La version française est traduite par Samuel Bréan, narrée par Pauline Larrieu puis par Anne Gennatas. Les autres membres de l'équipe sont doublés par Benoît Rivillon (Jamie), Philipp Hubert (Adam), Pierre Alam (Tory), Luc Terrier (Grant) et Isabelle Martin puis  Raphaëlle valenti (Kari). La version québécoise est narrée par François Toupin, et doublée par Jean-Luc Montminy (Adam), Stéphane Rivard (Jamie), Camille Cyr-Desmarais (Kari), Daniel Roy (Tory) et Daniel Picard (Grant)[source insuffisante].

## Incidents
Bien que les blessures soient rares lors du tournage, il y en a tout de même eu. Au début de la série, Adam Savage a eu un sourcil et une partie de ses cheveux brûlés lors d'une explosion où la sécurité n'était pas encore assez réfléchie. Plus tard, il s'est entaillé le bras lors de la confection d'une maquette de pont. Il s'est aussi coupé aux lèvres en approchant sa bouche trop près d'un moteur d'aspirateur en marche.
Dans l'épisode intitulé  Bonbons explosifs, dans lequel l'équipe des MythBusters teste la capacité explosive d'un bonbon particulièrement aimé des fans américains, qui les réchauffent au micro-ondes, les rendant ainsi instables ; Christine Chamberlain, une assistante, reçoit des éclats liquides brûlants du Jawbreaker, lui causant de légères brûlures au visage et au cou.
L'incident le plus grave s'est produit le 6 décembre 2011, lors de tirs de boulets de canon en pierre. Un boulet de canon de 13,5 kg a atteint la ville de Dublin, en Californie, où elle a traversé une maison, laissant un trou d'un diamètre de 25 cm dans le mur, et a fini sa course dans une camionnette 640 m plus loin. L'équipe a suspendu le tournage pour qu'une enquête puisse avoir lieu.

## Popularité et influence

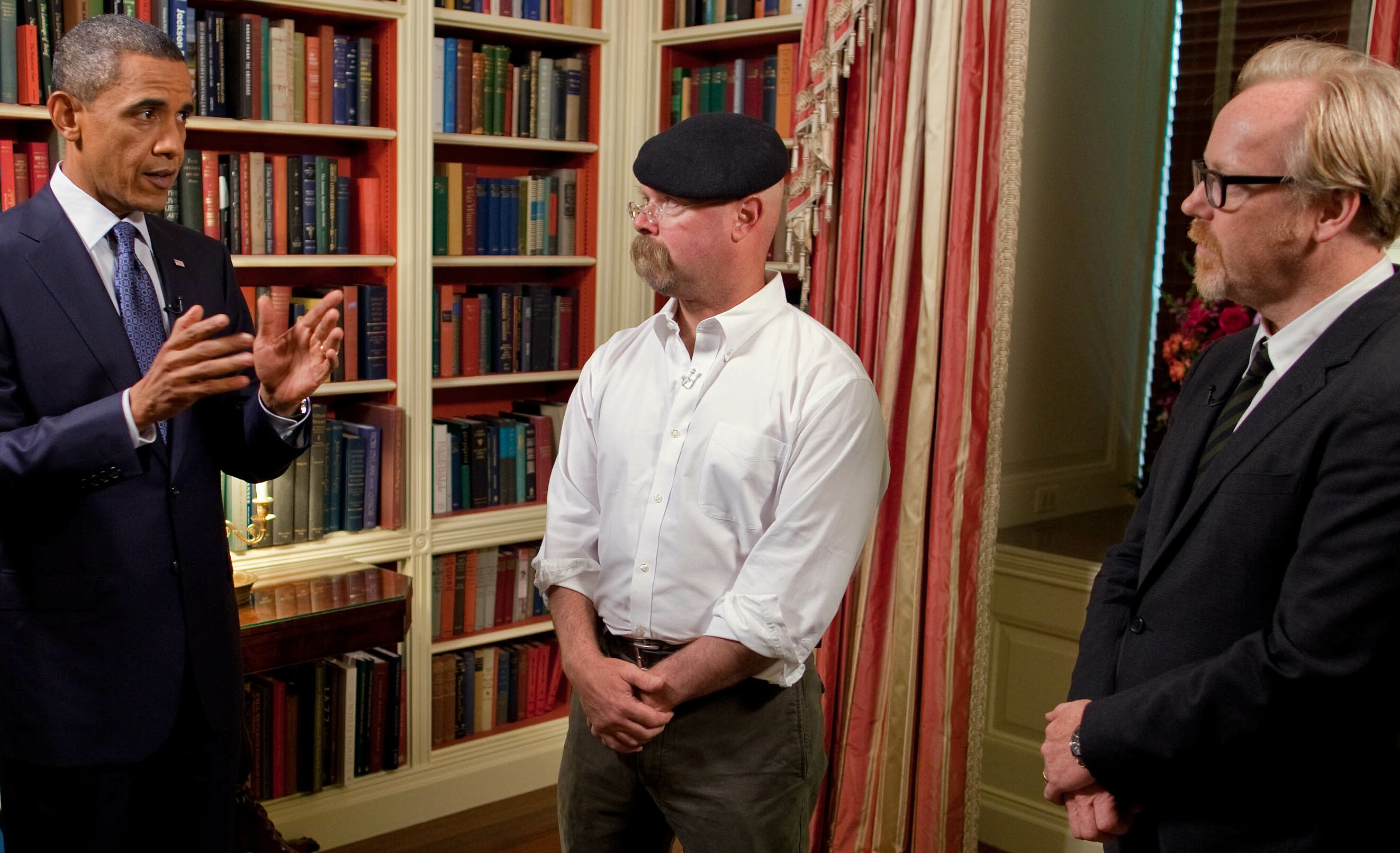
L'équipe de MythBusters à la Maison-Blanche.

L'émission est si populaire qu'elle a été invitée à tourner à la Maison-Blanche pour une requête spéciale de Barack Obama, dans le cadre de la White House Science Fair. Dans l'épisode, le président demande aux animateurs de consacrer un troisième épisode au mythe des miroirs d’Archimède.
Adam Savage et Jamie Hyneman sont apparus dans de nombreux programmes comme Good Morning America, Late Show with David Letterman, All Things Considered, et dans le film The Darwin Awards en tant que vendeurs dans un surplus militaire. Ils y vendaient une fusée de l'armée américaine à David Arquette. La fusée était ensuite montée dans le coffre d'une voiture pour en faire une « voiture-fusée ». La voiture-fusée est l'un des premiers mythes explorés par les MythBusters. Dans ce film, elle est mise en scène selon la version du mythe : elle prend une telle vitesse qu'en passant sur un défaut de la route, elle s'envole, pour aller s'écraser deux kilomètres plus loin sur le flanc d'une montagne.
Adam Savage et Jamie Hyneman font également une apparition en tant que scientifiques dans l'épisode 15 de la saison 8 (La théorie de Grissom) de la série américaine Les Experts.

## Tournées
En 2011, Savage et Hyneman commencent un spectacle sur scène intitulé The Mythbusters Behind the Myths Tour dans lequel ils font des expériences et parlent de certains détails des coulisses du programme.
Une tournée d'exposition intitulée "Mythbusters: The Explosive Exhibition" (« MythBusters : L'exposition explosive ») développée pendant près de cinq ans débuta au musée des sciences et de l'industrie de Chicago en mars 2012.